# Juan Carlos Miraglia
Juan Carlos Miraglia, (Azul, provincia de Buenos Aires, 12 de septiembre de 1900 - Buenos Aires, 8 de junio de 1983, Argentina), fue un pintor, dibujante, escenógrafo, diseñador de vestuario (figurinista), ilustrador, humorista gráfico, diseñador gráfico para publicidad y crítico de arte argentino, considerado el precursor del arte en la ciudad bonaerense de Bahía Blanca.

## Biografía
Hijo de inmigrantes italianos pasó su niñez desde los dos hasta los doce años en Italia. Autodidacta, aunque frecuentó a Juan Ferraro en Bahía Blanca y a Atilio Malinverno en Buenos Aires. Concurrió durante un tiempo a la Academia Nacional de Arte. Fue becado por la municipalidad de la ciudad de Bahía Blanca realizando un viaje de estudio a Italia en 1930. Regresó en abril de 1931 a la Argentina reinstalándose en Bahía Blanca. Se lo nombró conservador y secretario del Museo Municipal de Bellas Artes inaugurado en agosto de ese año. En 1936 se trasladó a Buenos Aires y se incorporó al taller de escenografía del Teatro Colón donde trabajó durante 25 años. En 1938 se mudó al barrio de La Boca, a la calle Pedro de Mendoza 1369, donde permaneció hasta mediados de 1942. Fue cofundador de la Agrupación de Gente de Arte y Letras Impulso, de La Boca en 1940. Diseñó y dirigió la construcción de su sede en Lamadrid 355 y creó el distintivo de la institución. Integró, como vocal, su primera Comisión Directiva, siendo luego secretario y vicepresidente de la misma. En 1957 participó invitado de la Bienal de San Pablo, Brasil. En 1958 fundó junto a Juan Del Prete y otros artistas, la Agrupación Arte No Figurativo (ANFA), siendo el 2º presidente de la agrupación. Realizaron numerosas muestras y conferencias en el país, en Bolivia en la ciudad de La Paz, y en 1962 en Estados Unidos, en el Riverside Museum de New York. En 1959 participó en el Salón Rioplatense de Arte Nuevo y en 1960 en la Primera Exposición Internacional de Arte Moderno, que organizó el Museo de Arte Moderno de Buenos Aires, Argentina. En 1961 se jubiló con el cargo de Jefe del taller de escenografía del Teatro Colón de Buenos Aires. Concurrió al Salón Nacional de Bellas Artes a partir de 1925. Practicó todos los procedimientos y técnicas. Trabajó para los diarios La Nueva Provincia y El Atlántico de Bahía Blanca, la revista Arte y Trabajo de la misma ciudad, y para la revista Confort de Buenos Aires.
Poseen sus obras numerosos museos, organismos estatales, instituciones, entre otros, Museo Nacional de Bellas Artes; Museo de Arte Moderno de Jerusalén, Israel; Museo de Arte de Bogotá, Colombia; Ministerio de Cultura (Argentina); Museo Municipal de la Ciudad de Buenos Aires, Eduardo Sívori; Museo de Bellas Artes de Artistas Argentinos Benito Quinquela Martín, de La Boca; Legislatura de la Ciudad de Buenos Aires; Ministerio de Economía de la Nación; Ministerio del Interior; Museo Provincial de Bellas Artes Emilio Pettoruti, de La Plata; Museos de Arte MBA-MAC Bahía Blanca; Museo Municipal de Bellas Artes Juan B. Castagnino, de Rosario; Museo Provincial de Bellas Artes Franklin Rawson, de San Juan; Museo Municipal de Bellas Artes de Tandil; Museo Provincial de Bellas Artes Rosa Galisteo de Rodríguez, de Santa Fe; Museo Municipal de Arte Juan Carlos Castagnino, de Mar del Plata; Museo Municipal de Artes Plásticas Dámaso Arce, de Olavarría; Museo Municipal de Bellas Artes Dr. Genaro Pérez, de Córdoba; Biblioteca Popular Bernardino Rivadavia de Bahía Blanca; Museo Municipal de Artes Plásticas, Avellaneda, provincia de Buenos Aires; Museo de Arte Contemporáneo Beato Angélico, de La Plata; y coleccionistas del país y del exterior (Estados Unidos, Italia, Brasil, Uruguay, etc.).
Falleció en su casa-taller de la calle Estomba 3790, en el barrio de Saavedra, Buenos Aires, el 8 de junio de 1983.

## Cronología resumida[6]
1900 - Nace el miércoles 12 de septiembre en la ciudad de Azul, provincia de Buenos Aires, Argentina. Hijo de Juan Bautista Miraglia y Antonia Vacca, ambos italianos, llegados en 1894 y radicados en la ciudad de Bahía Blanca.
1902 – La familia entera decide retornar a Italia, instalándose en la región de la Basilicata, en la comuna de San Chirico Raparo, de donde eran originarios.
1912 – Fallecida su madre, Miraglia regresa definitivamente a la argentina, reinstalándose en Bahía Blanca.
1914 - Conoce a Juan Ferraro, artista italiano que posee un taller de enseñanza, y se convierte en su primer ayudante.  Entre otros trabajos que encaran, figura la decoración del Teatro Municipal de Bahía Blanca, murales en casas particulares y en el Colegio Don Bosco.

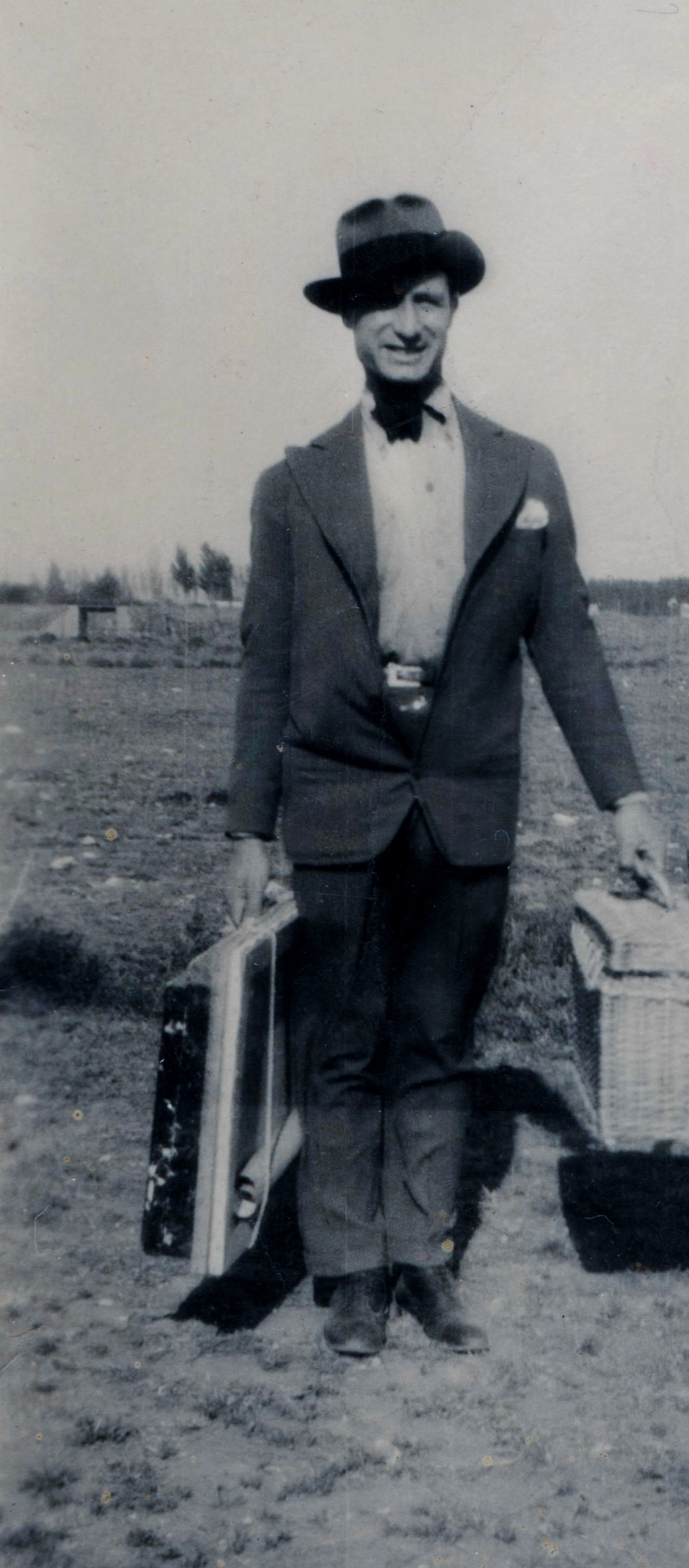
Juan Carlos Miraglia yendo a pintar al aire libre - Bahía Blanca, década del 20

1920 - Se traslada a la Capital Federal y frecuenta unos meses el estudio del pintor Atilio Malinverno. 
- Tiempo después, ingresa a la Academia Nacional de Bellas Artes, pero al no aceptar la rigidez de sus métodos pedagógicos es al poco tiempo expulsado de la misma.
1921 - Retorna a Bahía Blanca, convirtiéndose durante los próximos años en el principal protagonista de las artes plásticas de la ciudad.
- En noviembre presenta su primera muestra individual en el Salón Zevallos, dos de cuyas obras son reproducidas en el nº 98 de la revista Arte y Trabajo.
- Se desempeña como dibujante de las tiendas de ropa Gath y Chaves y El Siglo, de Bahía Blanca. 
- Instala su atelier en el puerto de Ingeniero White, Bahía Blanca.
1924 – Premio Estímulo, en el 6º salón anual de la Sociedad Mutualidad Estudiantes de Bellas Artes (MEEBA), en noviembre, Comisión Nacional de Bellas Artes, Buenos Aires. 
- Colabora durante varios años como ilustrador para la revista Arte y Trabajo, de Bahía Blanca.
- Primer Premio, en la Primera exposición de arte colectiva de Bahía Blanca, en diciembre, realizada en el Salón Blanco de la Municipalidad.
- Vive en la calle 11 de abril 234, Bahía Blanca.
1925 – Colabora como dibujante de la sastrería El Modelo, Bahía Blanca.
-  Dibuja para la revista El Suplemento, de Buenos Aires.  
- Primer envío al XV Salón Nacional de Bellas Artes.
- Concurre al Primer Salón de Artistas Independientes, realizado en la Comisión Nacional de Bellas Artes, Buenos Aires, en noviembre.
1926 – Retorna a Bahía Blanca.
- Muestra personal en el Salón Zevallos, Bahía Blanca, en julio.

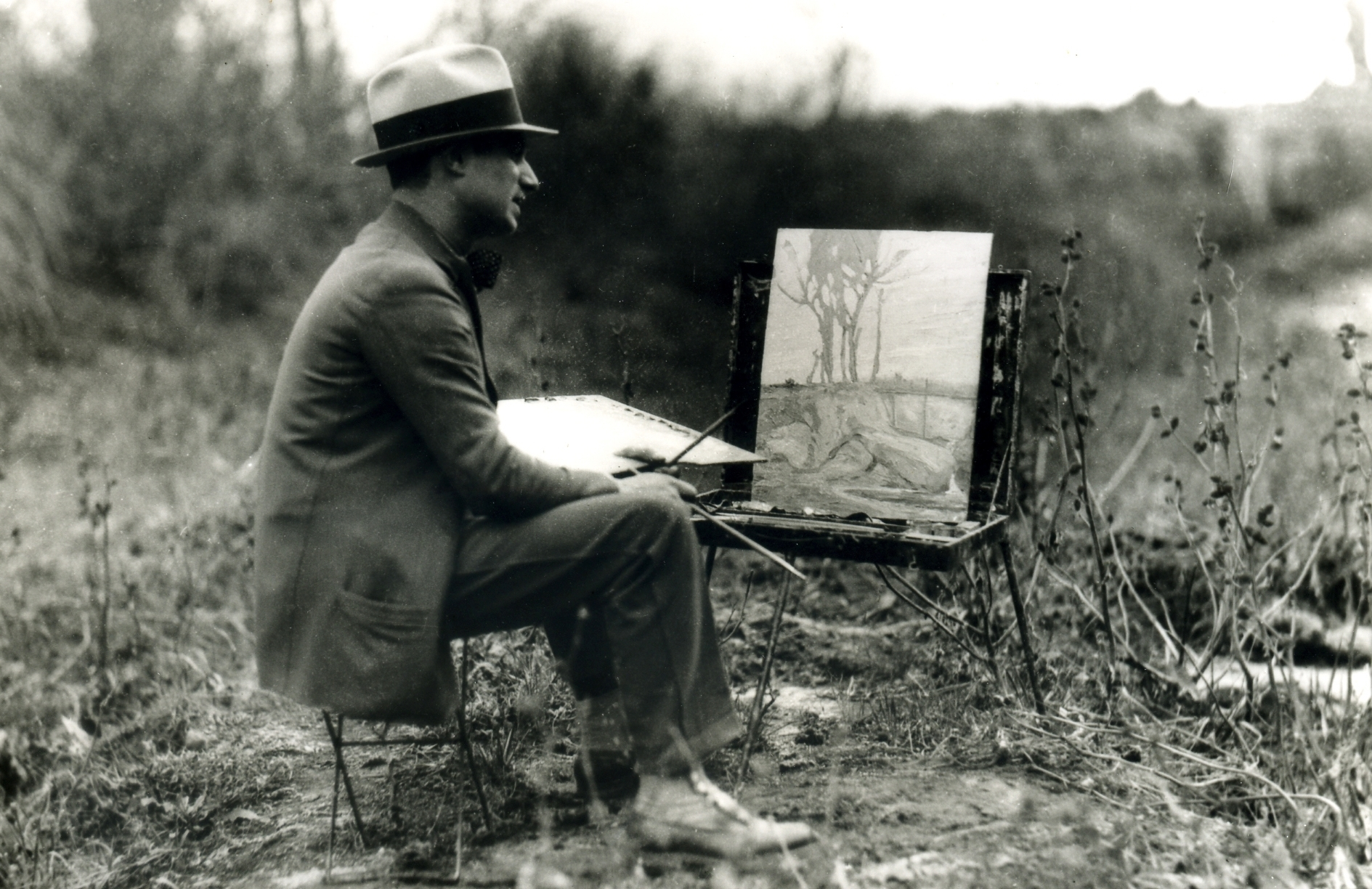
Juan Carlos Miraglia pintando al aire libre en Bahía Blanca

1927 - Cofunda junto a un pequeño grupo de artistas e intelectuales la Agrupación Índice, que edita como órgano de difusión una revista del mismo nombre. Colabora para la revista desde sus inicios Emilio Pettoruti.  
- Vive en la calle Mitre 336, Bahía Blanca.
- Realiza ilustraciones y notas de arte en el diario La Nueva Provincia, las que continúan durante varios años.
1928 – En febrero el Club Argentino organiza un concurso de afiches de carnaval, adjudicándosele el Segundo Premio.
- Ilustra y diagrama la edición especial de 849 páginas editada por La Nueva Provincia en conmemoración del centenario de la ciudad de Bahía Blanca. 
- Ilustra la portada del diario La Nueva Provincia, en su edición del 11 de abril, día del centenario de la ciudad.
- Primer Premio, en el Certamen de Arte Local organizado por la Agrupación Índice, en conmemoración del centenario de Bahía Blanca, en abril.
- Primer Premio, para artistas locales, en el Certamen de Arte Nacional, realizado como parte de los festejos del centenario de Bahía Blanca.
- Se muda a la calle Moreno 629, Bahía Blanca.
- La Municipalidad de Bahía Blanca le otorga una beca por el periodo 1927-1931. 
1929 - Por su iniciativa se crea, a inicios de este año, La Peña, Agrupación de Gente de Arte y Letras, de Bahía Blanca.
- Primera muestra individual en Buenos Aires, en La Peña, del Café Tortoni, en julio, invitado por Quinquela Martín.   
- Colabora en el diario La Mañana, de Bahía Blanca.
- Se muda a la calle 11 de abril 160, Bahía Blanca.
- Participa de la primera muestra colectiva de arte organizada por la Agrupación La Peña de Bahía Blanca, en septiembre.
- En septiembre viaja a las sierras de Tandil, donde permanece dos meses pintando al aire libre.
- Promueve desde las filas de La Peña, la creación del Salón Municipal de Arte de Bahía Blanca, junto al pintor Alfredo Masera, y al escritor y periodista Francisco Pablo de Salvo. 
1930 – Ya iniciado el año, fallece su novia como consecuencia de la tuberculosis.
- Se muda a la calle Alsina 629, Bahía Blanca.
- Expone en el Salón de Otoño, organizado por la Agrupación La Peña, en abril, en el Palacio Municipal de Bahía Blanca.
- Utilizando la beca otorgada por la municipalidad de Bahía Blanca, realiza un viaje de estudio por Italia de casi 11 meses de duración. Se vincula con reconocidas figuras de la pintura italiana y pintores de corriente vanguardista.
- Envía desde Italia colaboraciones para el diario La Nueva Provincia.
1931 – Contrae matrimonio en Nápoles, Italia, donde vive su ahora esposa Ana María Di Serio.
El 2 de abril arriba a Buenos Aires de regreso de Italia. Este mismo día el diario Crítica le realiza un extenso reportaje sobre su viaje.
Regresa a Bahía Blanca el 7 de abril.
- Primer Premio en el Primer Salón Municipal de Arte. Realiza la portada del catálogo de ese histórico certamen.
- Ilustra la portada del Diario La Nueva Provincia, Bahía Blanca, del 1º de mayo, Día del Trabajador. 
- Muestra personal en el salón de arte de la Biblioteca Bernardino Rivadavia de Bahía Blanca, en junio. Expone trabajos realizados en su mayoría durante su estadía en Italia.
- "A Juan Carlos Miraglia se deben los primeros pasos y también la mayor insistencia y perseverante acción" para la fundación del Museo Municipal de Bellas Artes de Bahía Blanca, que es inaugurado el 2 de agosto. Se lo designa curador del museo.
- Se muda a la calle 2ª Belgrano 72, Bahía Blanca.
- Muestra individual en el Museo Municipal de Bellas Artes de Bahía Blanca, en septiembre.  
- Jurado del 3° Salón Primavera, de la Agrupación La Peña, en el Museo Municipal de Bellas Artes de Bahía Blanca, en octubre.
1932 - Se lo designa secretario del Museo Municipal de Bellas Artes, en abril.
- Jurado del 2º Salón Municipal Anual de Arte de Bahía Blanca, en abril.
- Es nombrado Director artístico de LU2 Radio Bahía Blanca.
- Participa en noviembre, del Salón de Arte del Cincuentenario de la Ciudad de La Plata.
1933 – Muestra personal en los salones de Signo, en Buenos Aires.
- Miraglia instala su vivienda en la parte trasera del museo, en su nueva ubicación en el local del Club Argentino de Bahía Blanca.
- Concurre al Primer Salón de Arte de La Plata, en agosto.
1934 - Primer Premio y Medalla de Oro, otorgado por el Ministerio de Asuntos Exteriores de Italia, en el Certamen Internacional de Arte "Italianos en el exterior", celebrado en la ciudad de Roma. 
- Es nombrado director artístico de la revista Magazine Oral, e ilustra sus páginas.
- Cofunda la Agrupación El Rincón, y participa de su cena inaugural.
- Trabaja como dibujante para la Sastrería New London, Bahía Blanca.
1935 - Se desempeña como dibujante y caricaturista del diario El Atlántico de Bahía Blanca.
1936 - En enero es dejado cesante en su cargo de secretario y conservador del museo de Bahía Blanca por resolución del intendente municipal. La Sociedad Argentina de Artistas Plásticos (SAAP) envía una carta solicitando la reincorporación del artista, pero el pedido es desestimado por el intendente municipal. Deja el museo y se muda a la calle General Paz 72. 
- Jurado, designado por el Concejo Deliberante de Bahía Blanca, del 6º Salón Municipal Anual de Arte, en abril.
- Se publica en el mes de mayo una nota firmada por Emilio Pettoruti en el diario El Argentino, de La Plata titulada "Ubicación de Juan Carlos Miraglia", en donde expresa que el pintor bahiense esta, ideológicamente, con el grupo de los artistas de avanzada.
- Muestra personal, en la ciudad de Coronel Suárez, provincia de Buenos Aires, en octubre. 
Renuncia a su puesto de ilustrador, humorista gráfico y colaborador del Diario El Atlántico a mediados de septiembre
- En octubre, resuelve trasladarse definitivamente a la Capital Federal.
- Medalla de Oro, premio Laura Barbara de Diaz, en el XXVI Salón Nacional de Bellas Artes.
- Ingresa al taller de escenografía del Teatro Colón, donde permanece durante veinticinco años llegando a ocupar la jefatura del mismo. 
- Participa de la Muestra de Pintores Argentinos, realizada en las ciudades de Bogotá, Quito y Caracas, organizada por el Instituto Cultural Argentino – Colombiano – Ecuatoriano – Venezolano de Buenos Aires, en noviembre.
1937 - Concurre al IV Salón de Otoño de la Sociedad Argentina de Artistas Plásticos (SAAP), que se efectúa en Amigos del Arte, en mayo.
- Participa de la exposición de escenografías efectuada en el Concejo Deliberante de la Ciudad de Buenos Aires, en octubre.
- Tercer Premio Municipal, en el XXVII Salón Nacional de Bellas Artes. Forma parte junto con varios de los pintores premiados en este salón, de la muestra itinerante oficial por las provincias del norte argentino.
1938 - Se muda a un departamento, en la calle Pedro de Mendoza 1369, en el barrio de La Boca, Buenos Aires.

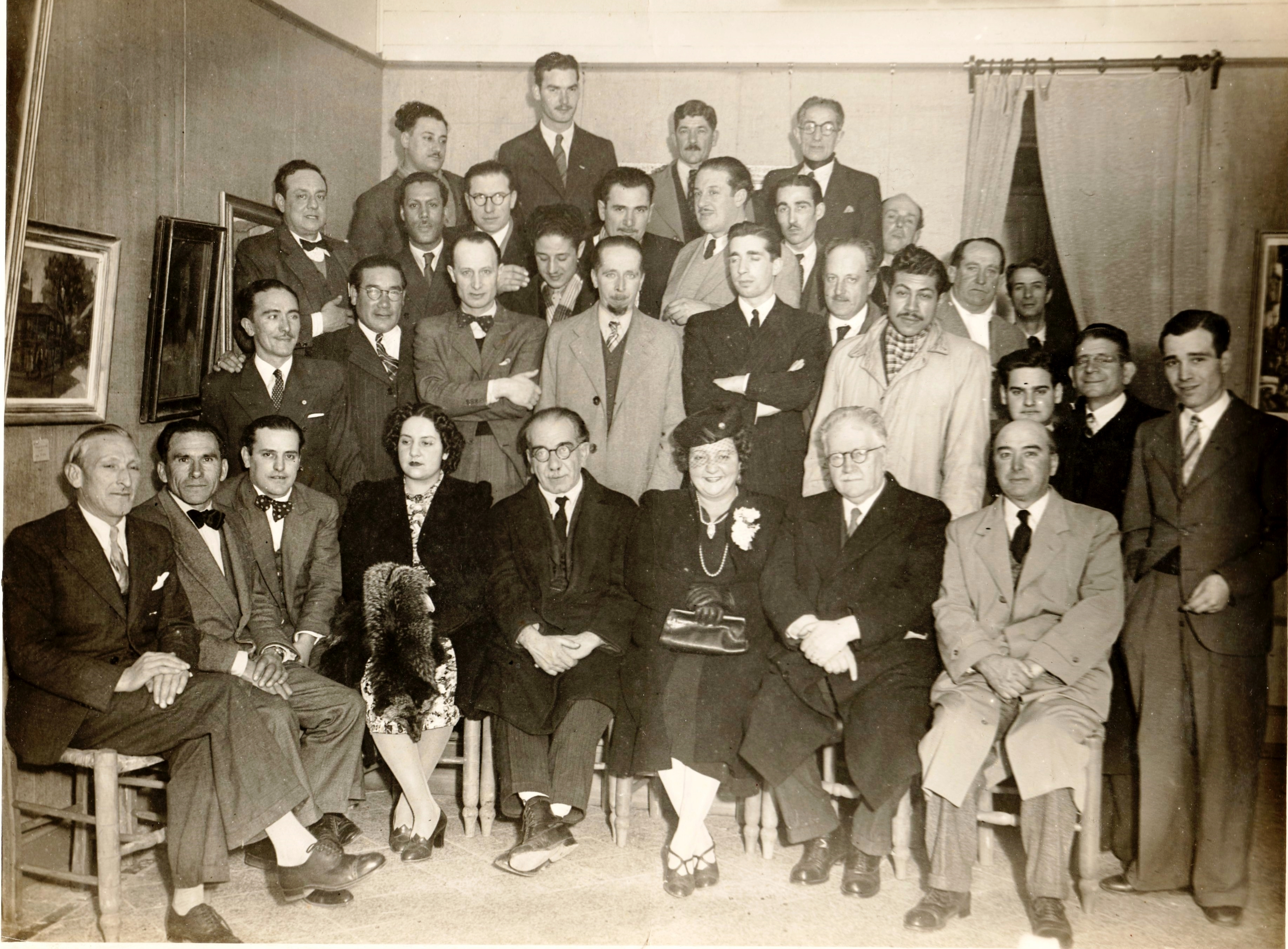
Miraglia junto a Lacámera, Menghi, Rosso, Ferrini, Vento, Maresca, etc. en la muestra colectiva inaugural de la Agrupación Impulso, agosto de 1940

1939 - Abre en su hogar un estudio de publicidad, llamado: "Miraglia - estudios modernos de publicidad”, realizando decoraciones, afiches - dibujos, para negocios, empresas, etc.
- Es contratado como escenógrafo y diseñador de vestuario para distintas obras en los principales teatros de la ciudad, tarea que realizará durante varios años. 

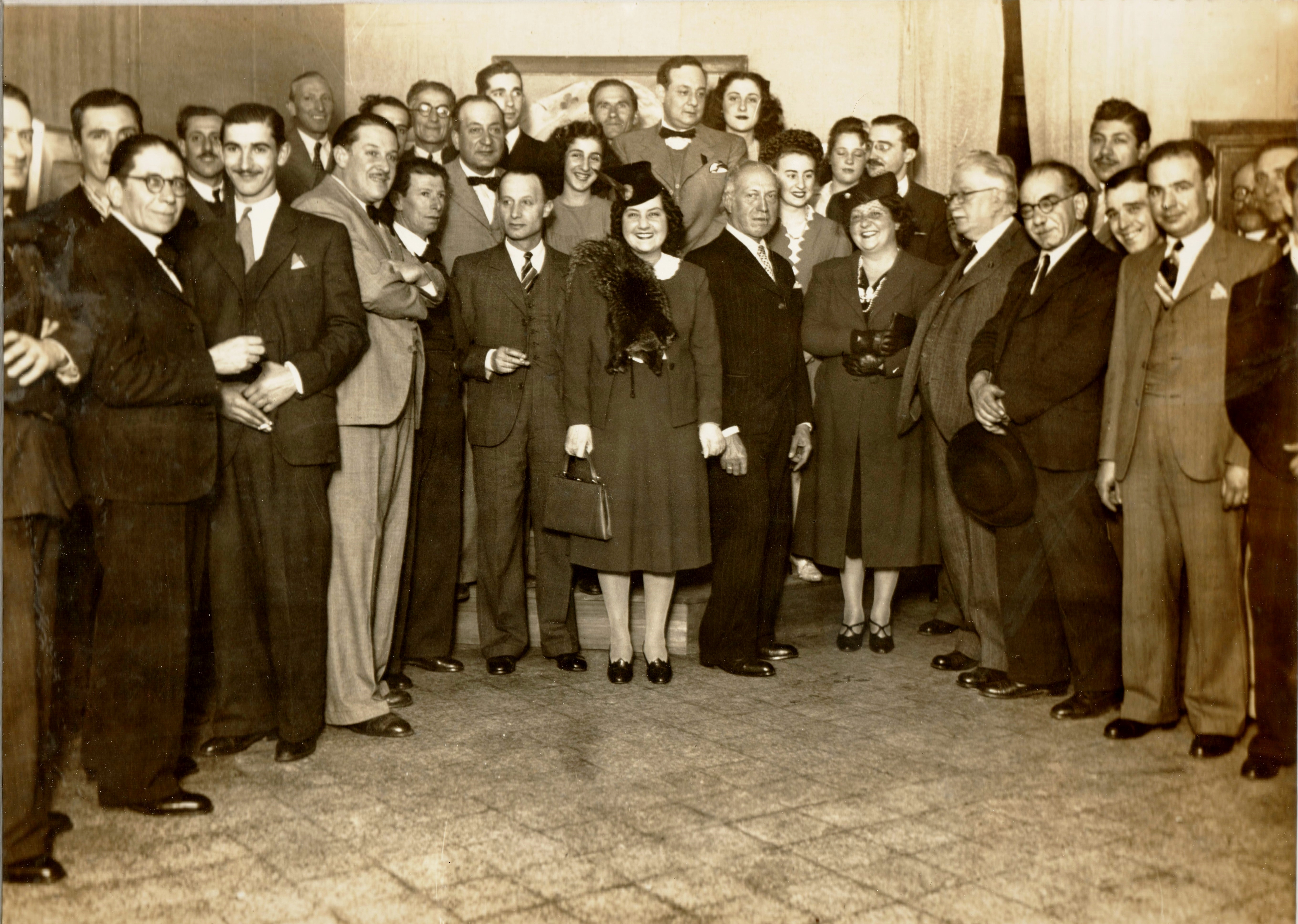
Miraglia y otros artistas en la inauguración de la expo de Miguel C. Victorica - Primera muestra individual de la Agrupación Impulso, La Boca, octubre de 1940

1940 - Cofunda la Agrupación de Gente de Arte y Letras Impulso, de La Boca.  En la conformación de la Comisión Directiva oficial es designado vocal y poco después secretario de la agrupación.  Gana el concurso que se realiza para crear el distintivo oficial de "Impulso".  Tiene a su cargo el diseño del local, y la dirección de su construcción.
- Participa del Tercer Salón de artistas decoradores, en el Palais de Glace, en julio.
- Es el autor del discurso que pronuncia en el agasajo en honor de Miguel Carlos Victorica, que se realiza en la Agrupación Impulso, en La Boca, en octubre.
1941 – En el mes de marzo, en conmemoración del primer aniversario de la Agrupación Impulso y en su cargo de secretario habla sobre el tema “Primer balance espiritual de Impulso”.
- Los fines de semana, en cantinas de La Boca, Fortunato Lacámera, Vicente Forte, Vicente Vento, Arturo Maresca, Juan Carlos Miraglia y otros bohemios se reúnen en “ruidosos almuerzos bien baratos…”, tal como rememora Vicente Forte.
1942 – Concurre al Primer Salón de Arte de Mar del Plata, en marzo.
- Se muda al barrio de Belgrano, a una casa en la calle Nahuel Huapi 3229.
- Premio Nacional de Estímulo, en el XXXII Salón Nacional de Bellas Artes.
1944 - En septiembre expone en la Asociación Artistas del Sur de Bahía Blanca.
1945 - Se muda a una casa en la calle Estomba 3790, en el barrio de Saavedra, Buenos Aires.
- Expone en el Museo Provincial de Bellas Artes de La Plata, en abril, como parte de la muestra cinco pintores de la provincia.
- Diseña durante un tiempo, el vestuario del famoso bailarín y cantante español Miguel de Molina.
1946 - Exposición personal en Galería Müller, Buenos Aires, en abril-mayo.
- Muestra individual en la Asociación Gente de Arte de Avellaneda, provincia de Buenos Aires, en julio.  En la inauguración, el crítico Jorge Romero Brest diserta sobre "El paisaje urbano y la pintura de Miraglia".
- Jurado, por la Dirección General de Cultura, del IX Salón de Arte de Buenos Aires, en noviembre.
1947 – Muestra individual en el Museo Provincial de Bellas Artes de La Plata, en abril.
- Segundo Premio adquisición, en el XXVI Salón de Arte de Rosario, Santa Fe.
- Primer Premio, en el XXXII Salón de Acuarelistas y Grabadores.
1948 – Muestra individual en la Agrupación Impulso, de La Boca, en agosto.
- Premio Eduardo Sívori, en el XXXVIII Salón Nacional de Artes Plásticas. 
- Decora, con paneles con motivos de época, uno de los salones de la tienda Gath & Chaves de la esquina de Florida y Cangallo, Buenos Aires.
1949 – Exposición individual, como invitado de honor, en el XIX Salón Regional de Bellas Artes de Bahía Blanca, organizado por la Comisión Municipal de Cultura, en abril.
- Muestra en Coronel Suarez, provincia de Buenos Aires, en mayo, con  auspicio de la Comisión de Cultura de la Municipalidad de Bahía Blanca.
- Segundo Premio, en el XI Salón de Arte de Buenos Aires.
1950 – Colabora durante varios años, como crítico de arte de la revista Confort, de Buenos Aires, donde comenta la labor de artistas como Juan Alico (pintor italiano), Juan Carlos Castagnino, Santiago Cogorno, Eugenio Daneri, Juan Del Prete, Miguel Diomede, Pedro Flores (pintor español), Fortunato Lacámera, Abel Laurens, Alfredo Masera, José Luis Menghi, Emilio Pettoruti, Enrique Policastro, Antonio Scordia, Raúl Soldi, Roberto Viola, etc., sobre el grabado, Arte italiano, sobre el XLII Salón Nacional de Bellas Artes, la cerámica nacional, y arte en general. También escribe una crítica sobre la labor del artista Domingo Pronsato, en la revista Panorama.
- Jurado, por la Dirección de Bellas Artes de Buenos Aires, del XII Salón de Arte de Tandil, en enero.
- Muestra individual en la Galería de Arte Witcomb, Buenos Aires, en mayo. Manuel Mujica Laínez lo apoda “El pintor de figuras de trasmundo y paisajes que afinan el recuerdo”.
- Jurado del concurso de manchas, en representación de la Dirección de Bellas Artes de Buenos Aires, en octubre.
- Invitado de Honor y jurado, en el XVI Salón de Arte de CADE, Buenos Aires.
- Premio Estímulo, Banco Municipal de la Ciudad de Buenos Aires, Primer Salón de Verano, en diciembre.
- Segundo Premio, en el V Salón de Arte de Bahía Blanca, en diciembre.
1951 – Jurado del XXVIII Salón Anual de Santa Fe, en mayo.
- Segundo Premio, en el III Salón del Paisaje Panorámico de la Provincia de Buenos Aires, en mayo.
- Expone en la Galería de Arte Juncal, Buenos Aires, en junio.
- Premio Especial, Salón de Bellas Artes de Córdoba.
- Pintura Argentina Moderna de la colección Franceschini, en Amigos del libro - Salón Kraft, Buenos Aires, en septiembre.
- Premio Adquisición, Ministerio del Interior, en el 41° Salón Nacional de Artes Plásticas.
- Muestra individual en el Círculo de Aeronáutica, Buenos Aires, en octubre.  
1952 – Premio Adquisición, en el XIII Salón de Arte de Tandil, en abril.
- Exposición individual en el Museo Municipal de Bellas Artes de Córdoba, Dr. Genaro Pérez, en junio. 
- Cofunda el grupo La Jaula integrado por los pintores Vicente Forte, Juan del Prete, Bruno Venier, Abel Laurens, Juan Ballester Peña, Armando Chiesa, Juan Carlos Miraglia y los escultores Aurelio Macchi y José Alonso. Se unen luego los pintores Oscar Soldati y Roberto Viola. Realizan su primera exposición en octubre en la Galería de Arte Rose Marie, Buenos Aires.
- Participa de la muestra La Pintura y la Escultura Argentinas de este Siglo, efectuada en el Museo Nacional de Bellas Artes, de octubre a marzo del 53.
1953 – Primer Premio, en el XII Salón de Arte de Mar del Plata, en marzo.  
- Expone como Invitado de Honor en el XXIII Salón de Bellas Artes de Bahía Blanca, en abril.
- Muestra individual en la Galería de Arte Argentina, Buenos Aires, en junio.
- Segunda exposición del grupo La Jaula en la Galería Rose Marie, Buenos Aires, en julio.
- Jurado del 43º Salón Nacional de Artes Plásticas, designado por el Ministerio de Educación de la Nación, en octubre.
- Exposición de dibujos del grupo La Jaula, en la Galería Picasso, Buenos Aires, en noviembre.
1954 – Premio Salón de Artes Plásticas de Avellaneda, en mayo.
- Premio Adquisición, en el XLIV Salón Nacional de Artes Plásticas.
- Segundo Premio en el Salón Municipal de Artes Plásticas, Buenos Aires, en diciembre.
1955 – Tercer Premio, Gran Concurso Nacional ESSO, de Pintura del Paisaje Argentino, realizado en enero, y exhibido en Galerías Witcomb y Galería Peuser, Buenos Aires. Se confecciona un almanaque con las 12 obras premiadas en dicho certamen.
- Jurado en el Salón de Arte de Córdoba, en febrero.
- Tercer Premio, en el Salón de Artes Plásticas de Avellaneda, en mayo.
- Pintura, Escultura, Arquitectura y Urbanismo de nuestro tiempo. Realizada en Gath & Chaves, Buenos Aires, en octubre.
1956 - Vocal de la Sociedad Argentina de Artistas Plásticos (SAAP), por el periodo 1956 -1957.
- Gran Premio de Honor, en el XV Salón de Arte de Mar del Plata, en marzo.
- Participa de la muestra, Síntesis de la Historia de las Artes Plásticas en la Argentina durante el siglo XX, Buenos Aires, en marzo.
- Concurre en diciembre al Salón Nacional de Artes Plásticas. 
1957 - Jurado del XVI Salón de Arte de Mar del Plata, en marzo.
- Muestra individual conjunta, Miraglia – Soldi, en la Galería de Arte Osuna, Buenos Aires, en julio. 
- Concurre a la Exposición de Escenografías, en el Centro Naval, Buenos Aires, en julio.
- Participa de la IV Bienal Internacional de Arte de San Pablo, Brasil.
- Candidato al puesto de vocal, en la elección del Consejo Directivo de la Sociedad Argentina de Artistas Plásticos (SAAP) para el periodo 1957 - 1958.
1958 – Invitado Especial, al XVII Salón de Arte de Mar del Plata, en febrero. 
- Concurre al Primer Salón Sociedad de Escenógrafos de la Argentina, en el Museo Municipal de Artes Plásticas Eduardo Sívori, en mayo.  El mismo salón se exhibe en agosto, en el Museo de Arte de Avellaneda, provincia de Buenos Aires.
- Cofunda la Agrupación de Arte No Figurativo (A.N.F.A.) Junto a Juan del Prete y otros destacados pintores y escultores.
- Jurado en el II Salón Provincial de Artes Plásticas, Municipalidad de Coronel Dorrego, en octubre.
- Participa en octubre con la Agrupación de Arte No Figurativo de la “Primera Muestra de Arte No Figurativo” (Primer Salón Anual), de esta agrupación, en la Galería de Arte H, Buenos Aires, junto a Juan Del Prete, Yente, Kenneth Kemble, Aldo Paparella, Mario Pucciarelli, Clorindo Testa, Towas, Martha Boto, Gregorio Vardanega, Martín Blazsko, Abel Laurens, Pedro Gaeta y otros. 
- Expone en la Asociación Artistas Plásticos de Quilmes, provincia de Buenos Aires, en octubre.
- Ilustra un poema de la escritora Juana de Ibarbourou, expuesto en la O.E.A. (Organización de Estados Americanos), en Buenos Aires y en el Museo de Arte Moderno, en Uruguay, en diciembre, en el acto por la candidatura al Premio Nobel de la poetisa.
1959 – Expone con la Agrupación de Arte No Figurativo en el Club Morón, en Morón, provincia de Buenos Aires, en mayo; en la Universidad Nacional del Sur, Bahía Blanca, en septiembre y en la Galería de Arte Van Riel, Buenos Aires, en noviembre.
- Participa invitado, en el Salón Rioplatense de Arte Nuevo, Buenos Aires. 
1960 - Expone en la Sociedad Argentina de Artistas Plásticos (SAAP), Buenos Aires, en mayo.
- Participa con la Agrupación de Arte No Figurativo de las muestras en el Museo Provincial de Bellas Artes de Paraná, Entre Ríos, en mayo. En Buenos Aires, auspiciada por el Museo de Arte Moderno, en junio. En el III Salón Anual de ANFA en la Galería Peuser, Buenos Aires, en agosto, y en la Asociación Cultural Rumbo, Buenos Aires, en septiembre.
- Participa en la Primera Exposición Internacional de Arte Moderno, organizada en septiembre por el Museo de Arte Moderno de Buenos Aires, Argentina, realizada en el Teatro Municipal General San Martín.                     - Muestra individual de pinturas en la Galería de Arte Yumar, Buenos Aires.
- Jurado en el Salón Municipal de Artes Plásticas Manuel Belgrano, en septiembre.
- Expone con la Agrupación de Arte No Figurativo en la Universidad Mayor de San Andres, La Paz, Bolivia, en septiembre, con el auspicio del Museo de Arte Moderno de Buenos Aires.
1961 - Expone con la Agrupación de Arte No Figurativo en el Museo de Bellas Artes de Tucumán, en abril y en las Salas de Exposición de Artes Plásticas de La Plata, organizada por el Ministerio de Educación de la provincia de Buenos Aires, en julio.
- Retrospectiva del periodo 1951 – 1961, en la Biblioteca Rivadavia, organizada por el Museo Municipal de Bellas Artes de Bahía Blanca, en julio.
- Muestra individual en el Museo Histórico y de Artes de Morón, provincia Buenos Aires, en julio. 
- Expone con la Agrupación de Arte No Figurativo en el Museo Municipal de Bellas Artes Juan B. Castagnino de Rosario, Santa Fe, en agosto.
- Muestra personal en la Escuela Panamericana de Arte, Buenos Aires, en septiembre.
- Participa del IV Salón Anual de A.N.F.A., en la Asociación Estimulo de Bellas Artes, Buenos Aires, en septiembre.
- Se jubila, dejando su cargo de jefe de escenografía del Teatro Colon de Buenos Aires, en noviembre.
1962 – Viaja en febrero a Italia y permanece casi un año. En Milán se reúne con Lucio Fontana y Alberto Greco.  
- Visita en Roma a Mario Pucciarelli.  Pierde su cuaderno donde había realizado decenas de apuntes de cada uno de los lugares visitados en Italia.
- Expone con la Agrupación de Arte No Figurativo en la Galería de Arte de Casa América, Buenos Aires, en abril y en el V Salón Anual de ANFA, en la Galería de Arte Witcomb, Buenos Aires, en julio.
- Medalla de Plata, en la III Exposición Regional de Arte Figurativa, Nápoles, Italia, en julio.
- Muestra individual de pintura abstracta en Amalfi, Italia, en la Galería de Arte Taverne Chez Checco, en septiembre. Visita la muestra la primera dama Jacqueline Kennedy. 
1963 – El 24 de enero se embarca en Nápoles, de regreso a la Argentina. - Se incorpora una obra abstracta "Pintura" al Museo Nacional de Arte Moderno Betzalel de Jerusalén, Israel. 
- Tercer Premio Nacional, en el LII Salón Nacional de Artes Plásticas.
- Jurado del XL Salón de Arte de Rosario, en octubre.
1964 - Exposición conjunta Del Prete - Laurens - Miraglia, en agosto, en la inauguración del restaurant-Galería de Arte Relieve, decorado con un mural realizado por el artista, en Diagonal Norte casi esq. Florida, Buenos Aires.
1974 – Jurado del XLIV Salón Anual de Arte de Bahía Blanca, en abril.
- Muestra personal en la Galería Victorica Arte, en La Boca, Buenos Aires, en junio.
- Exposición individual (en homenaje a Carlos, su hijo fallecido este año) en la Galería L’ Atelier, Acassuso, provincia de Buenos Aires, en julio. 
- Invitado a la muestra "Dinámica y color el el deporte", realizada en el Museo de Arte Moderno de Buenos Aires, en julio. 
- En septiembre es contratado por tres años, como artista exclusivo, por Lorenzutti Artes y Antigüedades S.A. (LAASA).
- Participa en la motonave Río Negro de la Muestra Flotante de la Pintura Argentina, organizada por el Sindicato de Luz y Fuerza, en noviembre, en Buenos Aires y Colonia, Uruguay.
1976 - Muestra individual en Lorenzutti (LAASA), Buenos Aires, en mayo; y como artista exclusivo de Lorenzutti, en Galería L'Atelier, Acassuso, Partido de San Isidro, en septiembre. 
1978 – Muestra “Las 4 M”, en Galería Victorica Arte, La Boca, Buenos Aires, en agosto, junto a Luis Mastro, José Luis Menghi y Santiago Mirabella. Exponen un biombo de 4 hojas, cada una de ellas pintada al óleo por uno de los artistas. 
- Exposición individual, en la Galería L’ Atelier, en Acassuso, provincia de Buenos aires, en septiembre.
- Jurado, designado por la Dirección de Cultura de la Municipalidad de Bahía Blanca, del 48º Salón Anual de Arte, como parte de los festejos del sesquicentenario de la ciudad, en abril.
1981 – Muestra homenaje en la Galería de Arte Pozzi, Buenos Aires, en octubre, no pudiendo asistir el artista a la inauguración, debido a que, ese mismo día, sufre un ataque de presión que lo deja hemipléjico. El Profesor Amelio Ronco Ceruti, director del Museo Provincial de Bellas Artes "Quinquela Martín" de Rosario de la Frontera, Salta, ante la ausencia inesperada del artista, le hace entrega de la medalla de plata "Al Mérito" a su hija.
1982 – Participa de la muestra Pintura Argentina Siglo XX, en el Centro Cultural Las Malvinas (Galerías Pacífico), Buenos Aires, organizada por la Secretaria de Cultura de la Presidencia de la Nación, en agosto.
- Exposición retrospectiva en el Museo Municipal de Bellas Artes de Bahía Blanca, en octubre, organizada por la Asociación Artistas del Sur, con patrocinio de la municipalidad de esa ciudad.
1983 - Muestra homenaje, retrospectiva en el C.R.A.B.A., Centro de residentes azuleños en Buenos Aires, en abril.
Fallece el miércoles 8 de junio, en su casa-taller de la calle Estomba 3790, en el barrio de Saavedra, Buenos Aires. El crítico Vicente P. Caride pronuncia palabras de despedida en el Cementerio de la Chacarita.

## Obras
| Obra | Título                                | Fecha  | Características |
| ---- | ------------------------------------- | ------ | --- |
|      | Eucalíptus                            | c 1924 | Óleo sobre madera, 31.4 x 22.3 cm - Primer Premio primera exposición colectiva de la ciudad de Bahía Blanca, 1924. Museo Municipal Dámaso Arce - Olavarría, Provincia de Buenos Aires |
|      | Sierras                               | c 1925 | Pastel, 60 x 85 cm - Biblioteca Popular Bernardino Rivadavia - Bahía Blanca, Provincia de Buenos Aires                                                                                |
|      | Alrededores de mi pueblo              | c 1927 | Óleo sobre madera, 120 x 90 cm |
|      | Casas (Italia)                        | 1931   | Óleo sobre chapadur, 41 x 32 cm - Primer Premio Primer Salón Municipal de Arte de Bahía Blanca. Museos de Arte MBA-MAC Bahía Blanca                                                   |
|      | Campanario de Calvera (Italia)        | 1932   | Óleo sobre tela, 100 x 82 cm |
|      | Paisaje italiano (San Chirico Raparo) | 1937   | Óleo sobre tela, 150 x 135 cm Legislatura de la Ciudad Autónoma de Buenos Aires |
|      | Barrio de pescadores                  | 1938   | Óleo sobre tela, 85 x 110 cm Museo Provincial de Bellas Artes Franklin Rawson |
|      | Riachuelo                             | 1941   | Óleo sobre cartón, 45 x 55 cm |
|      | Puente de los suspiros                | 1941   | Óleo sobre tela, 100 x 90 cm Museo de Artistas Argentinos Benito Quinquela Martín |
|      | Parque Lezama                         | 1942   | Óleo sobre madera, 45 x 60 cm |
|      | Calle solitaria                       | 1945   | Óleo sobre tabla, 58 x 45 cm Museo Nacional de Bellas Artes (Argentina) |
|      | La casa de los ombúes                 | 1946   | Óleo sobre tabla, 45 x 55 cm Museo Nacional de Bellas Artes (Argentina) |
|      | Quinta porteña                        | 1946   | Óleo sobre tela, 90 x 75 cm Museo Provincial de Bellas Artes Emilio Pettoruti |
|      | Vuelta de Rocha (La Boca)             | 1951   | Óleo sobre tela, 50 x 40 cm |
|      | Demolición en el bajo                 | 1953   | Óleo sobre tela, 100 x 73.5 cm - Segundo Premio en el Salón Municipal de Artes Plásticas. Museo de Artes Plásticas Eduardo Sívori                                                     |
|      | La frutera                            | 1954   | Óleo sobre tela, 75 x 77 cm |
|      | Figura                                | 1955   | Óleo sobre tela, 110 x 54 cm |
|      | Pintura                               | 1959   | Óleo sobre tela, 92 x 105 cm |
|      | Pintura                               | 1960   | Óleo sobre tela, 120 x 75 cm |
|      | Crepúsculo en la Bahía Blanca         | 1966   | Óleo sobre tela, 126 x 105 cm Museos de Arte MBA-MAC Bahía Blanca |
|      | Casas de La Boca                      | 1967   | Óleo sobre tela, 135 x 105 cm |
|      | Amalfi                                | 1974   | Óleo sobre tela, 100 x 80 cm |
|      | Flores y frutas                       | 1976   | Óleo sobre tela, 60 x 73 cm |

## Premios
- 1924: 1º Premio, Primera Exposición Colectiva de Arte de Bahía Blanca.
- 1928: 1º Premio, primer Certamen de Arte Centenario de la Ciudad de Bahía Blanca.
- 1928: 1º Premio, segundo certamen de Arte Centenario de la Ciudad de Bahía Blanca.
- 1931: 1º Premio, Primer Salón Municipal de Arte de Bahía Blanca.
- 1934: 1º Premio Medalla de Oro, certamen "Italianos en el exterior", del Ministerio del Exterior Italiano.
- 1936: Medalla de Oro, Premio "Laura Bárbara de Díaz", Salón Anual de Artes Plásticas.
- 1937: 3º Premio Municipal, en el Salón Anual de Artes Plásticas.
- 1942: Premio Estímulo, Salón Nacional de Bellas Artes.
- 1947: 1º Premio Salón Anual de Acuarelistas y Grabadores.
- 1947: 2º Premio Salón de Rosario.
- 1948: Premio "Eduardo Sívori" en el Salón Nacional de Artes Plásticas.
- 1949: 2º Premio Salón de Arte de Buenos Aires.
- 1950: Premio "Banco Municipal Ciudad de Buenos Aires"
- 1951: 2° Premio Salón Paisaje Panorámico de la Provincia de Buenos Aires.
- 1951: Premio Salón de Bellas Artes de Verano, Buenos Aires.
- 1951: Premio Ministerio del Interior en el Salón Nacional de Artes Plásticas.
- 1951: Premio Especial, Salón de Bellas Artes de Córdoba.
- 1953: 1º Premio, Salón de Arte de Mar del Plata.
- 1954: 2º Premio, Salón Municipal de Artes Plásticas, Buenos Aires.
- 1955: Tercer Premio, Gran Concurso Nacional ESSO, de Pintura del Paisaje Argentino.
- 1956: Gran Premio de Honor, Salón de Arte de Mar del Plata.
- 1962: Medalla de Plata Salón Regional de Arte de Nápoles, Italia.
- 1963: Tercer Premio Nacional, Salón Nacional de Artes Plásticas.
- 1981: Medalla de Plata "Al Mérito", Premio Benito Quinquela Martín, Museo Provincial de Bellas Artes, Rosario de la Frontera, Salta.